# خوان مانويل لوبيز
خوان مانويل لوبيز (بالإسبانية: Juan Manuel López Martínez)‏ (3 سبتمبر 1969 بمدريد في إسبانيا - ) هو لاعب كرة قدم إسباني في مركز الدفاع، شارك في الألعاب الأولمبية الصيفية 1992. وشارك مع منتخب إسبانيا تحت 23 سنة لكرة القدم ومنتخب إسبانيا الأولمبي لكرة القدم ومنتخب إسبانيا لكرة القدم. أما مع النوادي، فقد لعب مع أتلتيكو مدريد ب وأتلتيكو مدريد.

## وصلات خارجية
- خوان مانويل لوبيز على موقع الاتحاد الدولي (مؤرشف)  (الإنجليزية)
- خوان مانويل لوبيز على موقع قاعدة بيانات كرة القدم.إي يو (الإنجليزية)
- خوان مانويل لوبيز على موقع ناشيونال فوتبول تيمز (الإنجليزية)
- خوان مانويل لوبيز على موقع أوليمبيديا (الإنجليزية)